# Henneguya mbourensis
Henneguya mbourensis is een microscopische parasiet uit de familie Myxobolidae. Henneguya mbourensis werd in 1997 beschreven door Kpatcha, Faye, Diebakate, Fall & Toguebaye. 